# کریتوس (کالیفرنیا)
کریتوس (به انگلیسی: Cerritos) شهری در شهرستان لس‌آنجلس، کالیفرنیا ایالت کالیفرنیا است که در سرشماری سال ۲۰۱۰ میلادی، ۴۹۰۴۱ نفر جمعیت داشته است.